# Mellicta samonica
Mellicta samonica är en fjärilsart som beskrevs av Riesen 1891. Mellicta samonica ingår i släktet Mellicta och familjen praktfjärilar. Inga underarter finns listade i Catalogue of Life.